# Empis autumnalis
Empis autumnalis är en tvåvingeart som beskrevs av Saigusa 1964. Empis autumnalis ingår i släktet Empis och familjen dansflugor. Inga underarter finns listade i Catalogue of Life.